# Château de la Guignardière
Le château de la Guignardière est un château situé à Avrillé, dans le département de la Vendée, en région Pays-de-la-Loire. L’édifice occupe une place centrale au sein du parc de loisirs dénommé « Le château des Aventuriers ».

## Histoire
Le château de la Guignardière est construit vers 1555 à Avrillé pour Jean Girard, seigneur de Bazoges, de Moricq, de la Guignardière et autres lieux, panetier ordinaire du roi. L'architecte conçoit un plan grandiose, rigoureux, sévère, abandonnant le vocabulaire traditionnel de la Renaissance et annonçant déjà les beautés du classicisme. Il est inauguré en grande pompe le 25 septembre 1560, jour du mariage d'Antoinette Girard, fille de Jean, avec Baudouin de Goulaine.
En 1563, son propriétaire est assassiné et le chantier gigantesque abandonné. Les maîtres maçons se dispersent dans la grande région, influençant les constructions pendant plusieurs décennies. Le château fait partie de l'héritage de Marguerite Girard, fille aînée de Jean, proche de Jeanne d'Albret. Il passe ensuite aux mains Paul Poussard, fils cadet de Marguerite Girard et de Charles Poussard de Fors.
Au XVIIIe siècle, le grand étang est creusé et dallé. Le comte Sylvestre du Chaffault participe à la reconstruction du château. La fenêtre garnie de pilastres à chapiteaux ioniques et surmontée d'un fronton orné de ses armoiries date de cette époque (1773). Mais le comte, royaliste, recherché après l'arrestation de Louis XVI doit émigrer. À son retour d'exil, les républicains ont pillé le château, bûché ses armoiries et fusillé ses enfants.
En 1814, Parfait-Victor Luce, receveur général des finances de la Vendée et fils de l'ancien maire de Tours Prudent Luce, acquiert le domaine. Sa fille, Clémentine, épouse du marquis de Juchereau de Saint-Denis, passionné d'agriculture, développe et modernise le domaine, transforme le parc à l'anglaise et le plante d'arbres exotiques : magnolias grandi-flora, cyprès chauves, zelkovas, séquoia, etc...
Son neveu et successeur, Henri Luce de Trémont, songe aussi à terminer le château mais il se contente d'en déplacer le perron, au centre du logis sur la façade.
Le domaine passe par alliance à la famille de Fouquet.
Il est ouvert à la visite d'avril à novembre.

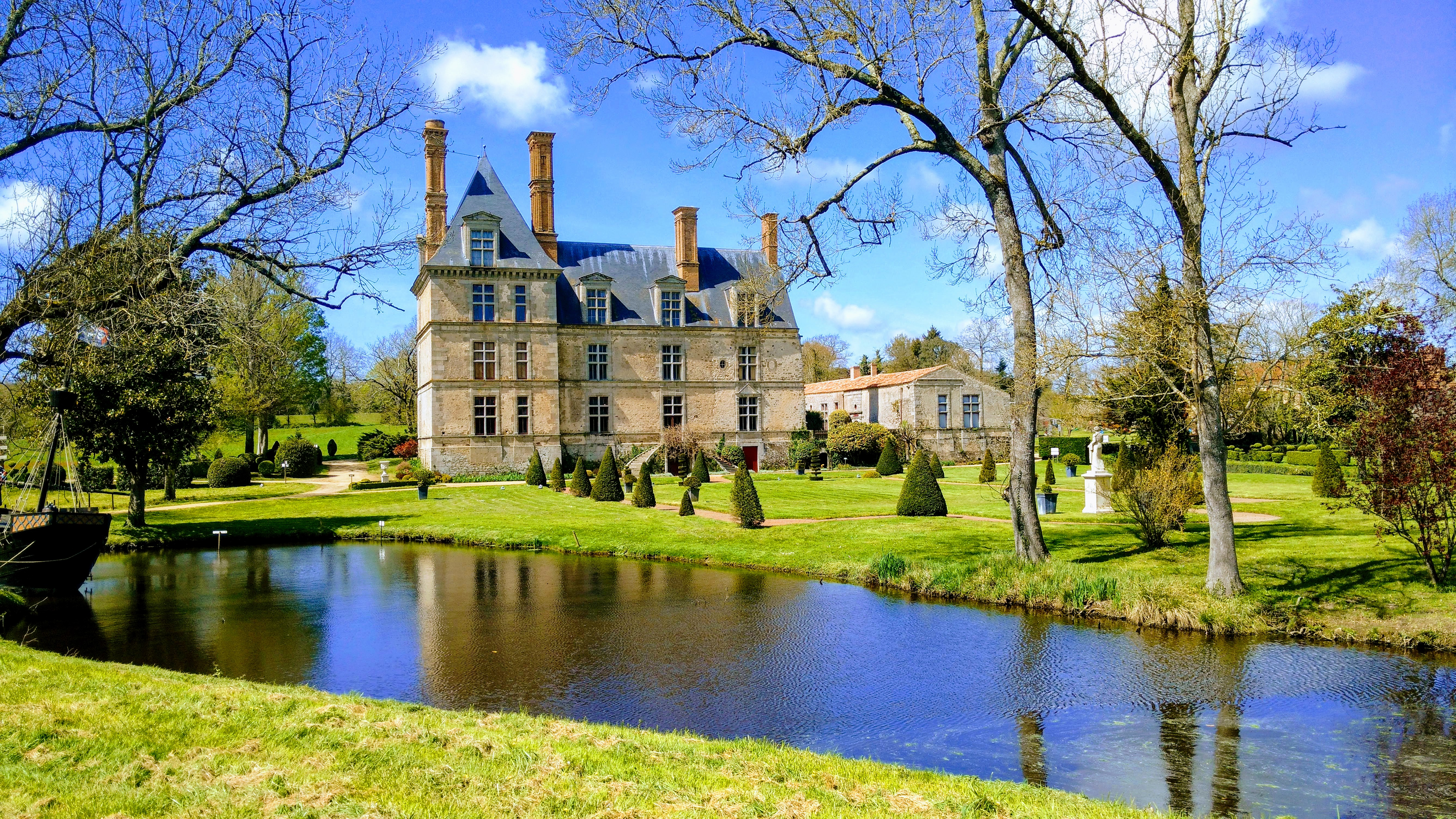
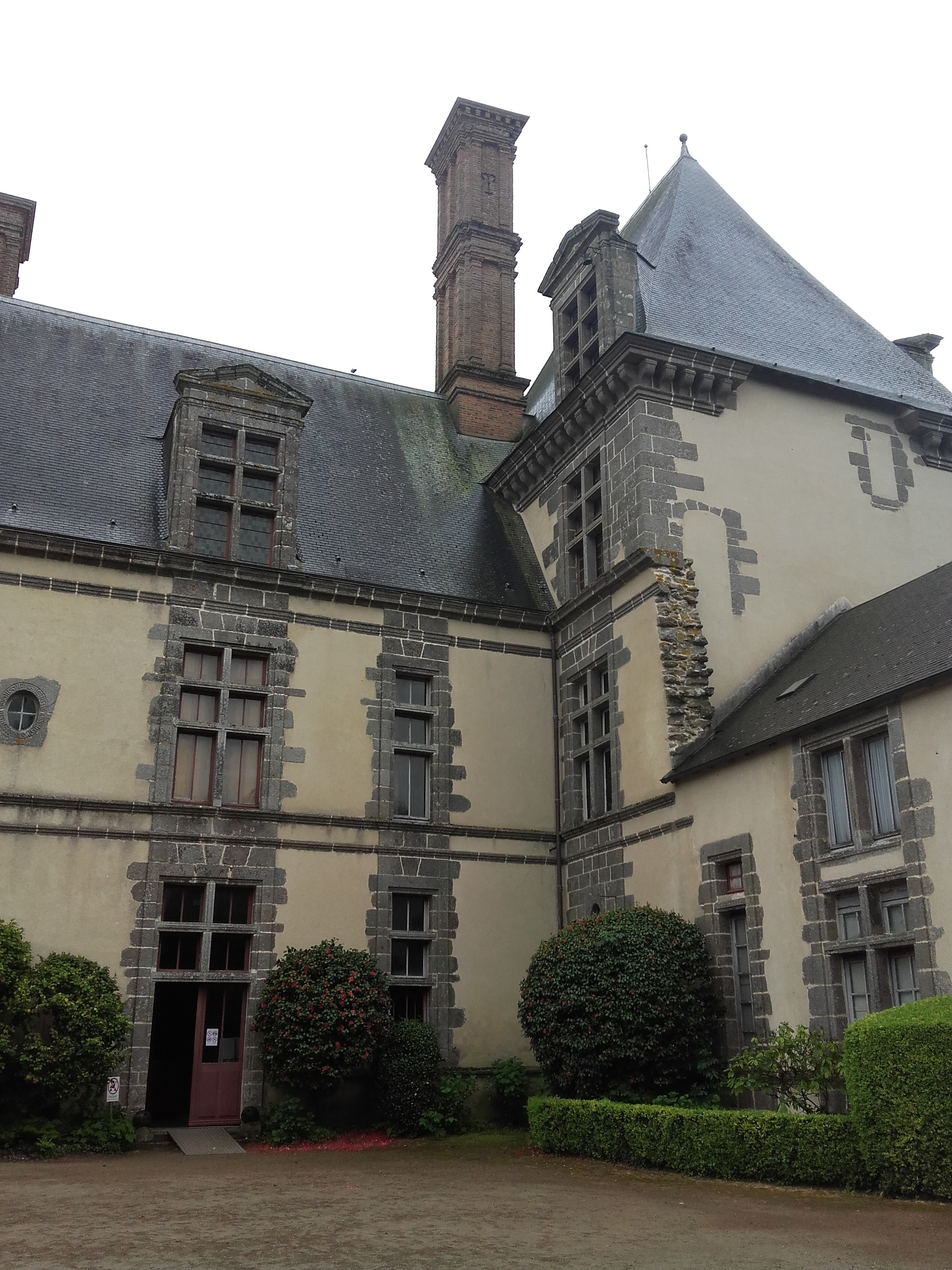
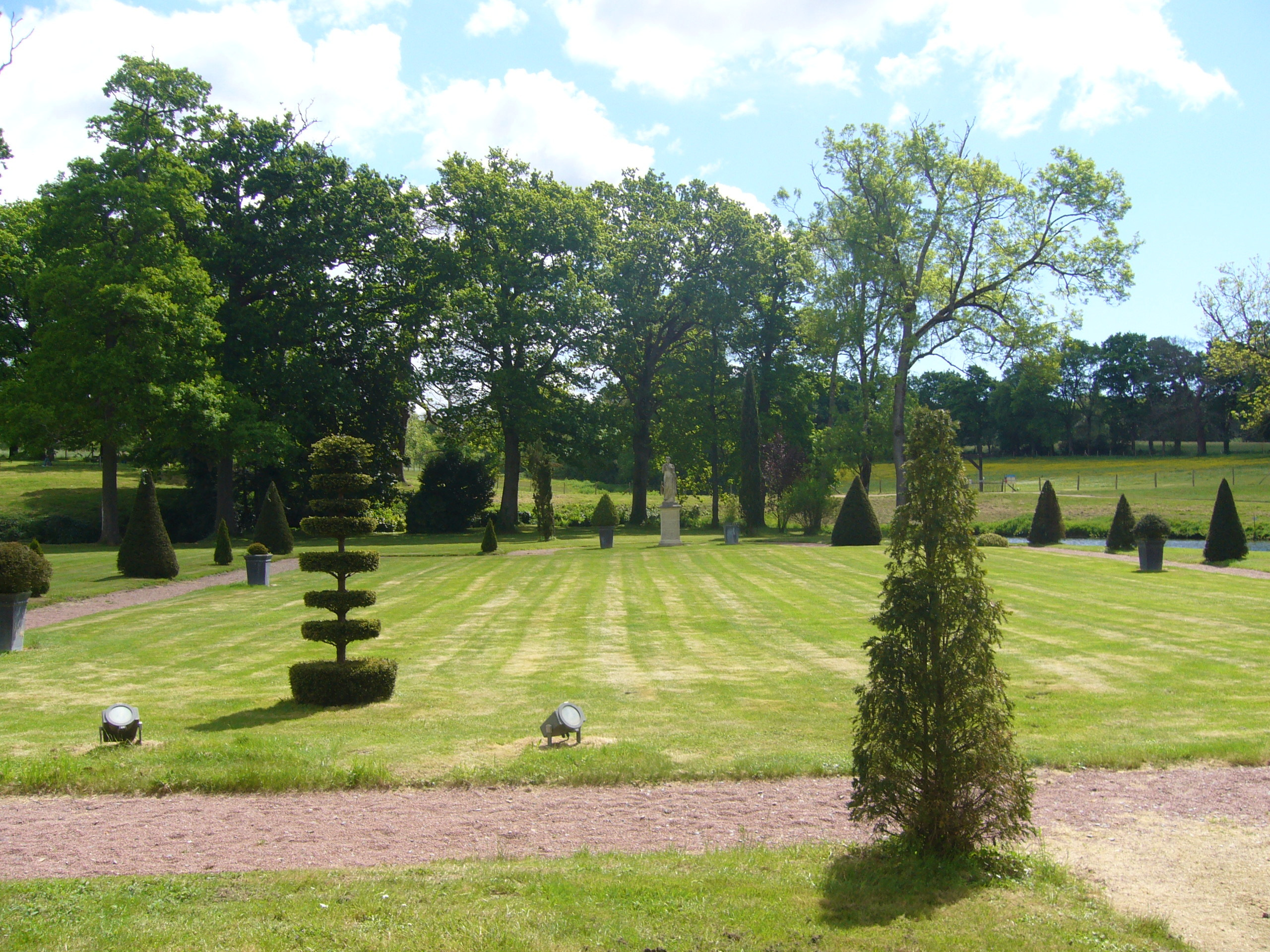
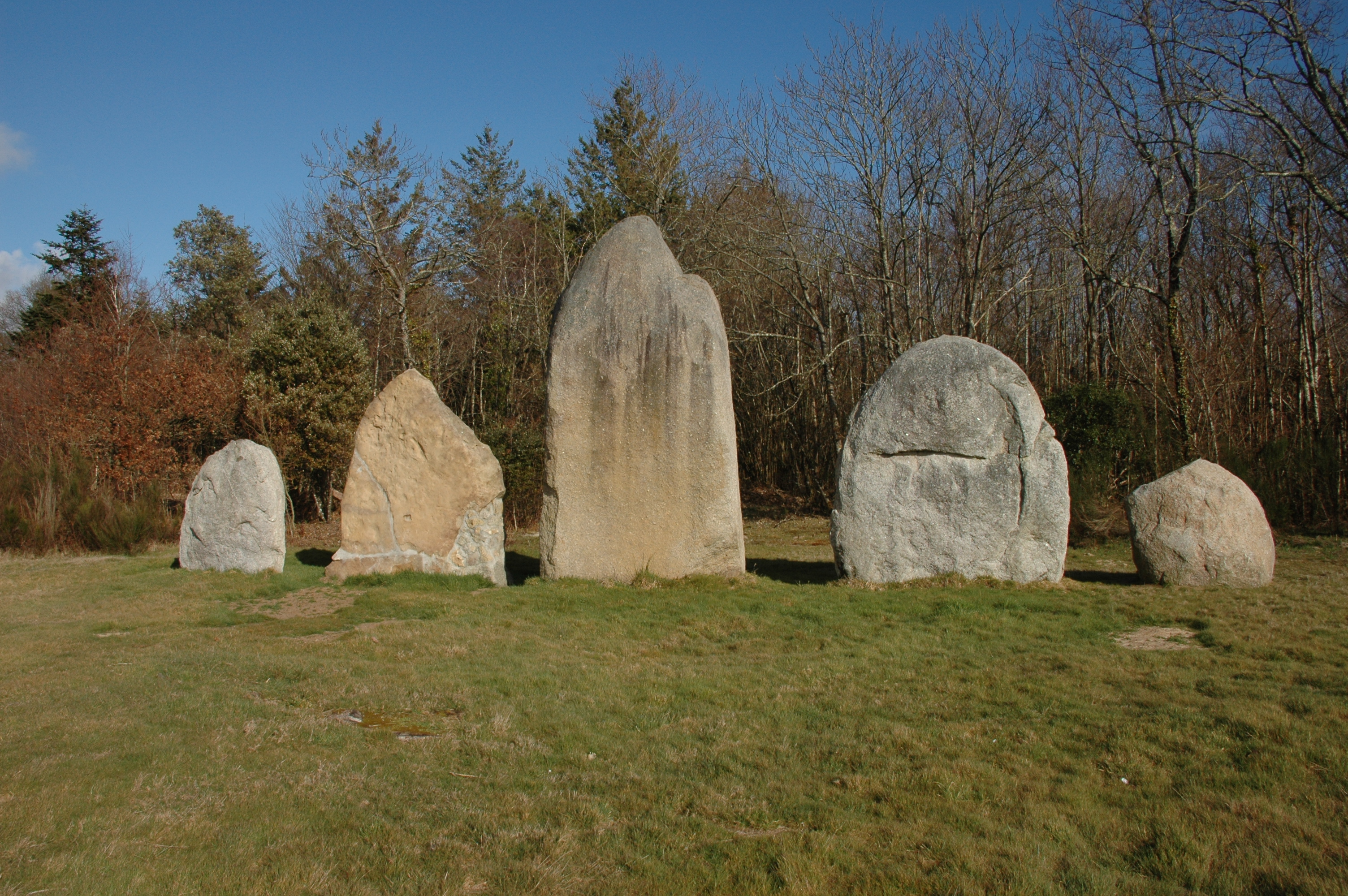
Des menhirs dans le parc du château de la Guignardière

## Architecture
Sous ses toits d'ardoise à forte pente, il présente trois travées de fenêtres à meneaux et deux traverses de granit, largement employé pour les encadrements, les cordons, les modillons et les chaînages d'angles.
Les façades et les toitures du château et du bâtiment des servitudes sont classés monument historique par arrêté du 28 décembre 1978. Ainsi qu'à l'intérieur, l'escalier et les cheminées du salon, de la salle de billard, de la salle à manger au rez-de-chaussée et d'une chambre au premier étage.

## Animations
Le château est aujourd'hui le siège de nombreuses animations, sous le nom de « Le Château des Aventuriers ». Il s'agit de différents parcours  thématique de jeux-énigmes. Depuis 2019 (que trois jusqu'en 2018) le parc propose quatre parcours payants différents : le trésors des pirates, des dinos à la préhistoire, enquête au château et la maison hantée. En complément de ces parcours, les visiteurs ont également accès aux zones "western city" et "Il était une fois". Le château peut se visiter librement ou en visite guidée.